# Вяльяотса
Вя́льяотса (ест. Väljaotsa küla) — село в Естонії, у волості Йиґева повіту Йиґевамаа.

## Населення
Чисельність населення на 31 грудня 2011 року становила 16 осіб.

## Географія
Село розташоване на відстані приблизно 5 км на південний захід від міста Йиґева, поруч з селищем Сіймусті.
Дістатися села можна автошляхом 148 (Сіймусті — Кааве).